# Komisja Ochrony Praw Pasażerów
Komisja Ochrony Praw Pasażerów (KOPP) jest wyodrębnioną komórką organizacyjną Urzędu Lotnictwa Cywilnego powołaną do rozpatrywania skarg pasażerów.
KOPP kontroluje przestrzeganie przez przewoźników lotniczych przepisów unijnych rozporządzeń nr:
1. 261/2004 – dotyczy zasad odszkodowania i pomocy dla pasażerów w przypadku odmowy przyjęcia na pokład albo odwołania lub dużego opóźnienia lotów[1].
2. 2111/2005 – dotyczy czarnej listy przewoźników z zakazem przewozu na terenie UE oraz informowania pasażerów o tożsamości przewoźnika[2]
3. 1107/2006 – dotyczy praw pasażerów niepełnosprawnych oraz pasażerów o ograniczonej sprawności ruchowej[3]

## Postępowanie przed Prezesem Urzędu Lotnictwa Cywilnego
Postępowanie w sprawie naruszenia praw pasażerów prowadzone jest jako postępowanie administracyjne na podstawie przepisów kodeksu postępowania administracyjnego.
Postępowanie jest wszczynane na podstawie skargi pasażera lub jego pełnomocnika.
Do skargi na przewoźnika pasażer załącza:
1. kopię reklamacji (skargi) skierowanej do przewoźnika lotniczego,
2. kopię odpowiedzi przewoźnika na ww. reklamację (skargę) lub oświadczenie, że nie została ona udzielona w regulaminowym terminie,
3. kopię rezerwacji na skarżony lot,
4. oświadczenie o zgodności ww. kopii z oryginałami.